# Physalospora rhododendri
Physalospora rhododendri är en lavart som först beskrevs av De Not., och fick sitt nu gällande namn av Rehm 1907. Physalospora rhododendri ingår i släktet Physalospora och familjen Hyponectriaceae.   Inga underarter finns listade i Catalogue of Life.